# Бригантина (обладунок)
Бриганти́на (від нім. Brigantine) — обладунок, який складається з металевих пластин, прикріплених до суконної чи шкіряної основи. Також у широкому значенні слова означає обладунок, обтягнутий тканиною, що нерідко робилось для покращення зовнішнього вигляду великопластинчастих обладунків. Починаючи з 14 століття бригантина поступово почала витіснятися латами.

## Передумови виникнення
Перші бригантини були зроблені в Європі наприкінці 12 століття, як відчайдушна спроба скопіювати пластинчасті обладунки. Справа в тому, що звичайним захистом корпусу вершника були кольчуга і сюрко, яке виконувало лише функцію захисту від сонця. Був потрібен більший захист, ніж це забезпечувала класична кольчуга. Під час хрестових походів на Схід деякі лицарі мали змогу здобути пластинчасті (ламілярні) обладунки, які прекрасно, на той час, доповнювали кольчугу, давали додатковий захист від стріл та холодної зброї. Решта лицарства намагалися знайти заміну пластинчастим обладункам. Саме такою альтернативою стала бригантина.

## Історія використання
На початку вона являла собою окремі пластинки, що підшивалися під сюрко, і швидко виділилася в окремий тип обладунку. Найбільшого розквіту набула у XIII та XIV століттях. Починаючи з кінця XIV століття у середовищі лицарів поступово витісняється пластинчастим обладунком, але залишається як обладунок для простолюдинів до XVI включно.

## Конструкція
Являє собою сталеві пластинки, прикріплені зсередини на заклепках до несучої обтяжки. Як обтяжка найчастіше використовувалася різноманітна тканина нерідко у декілька шарів. Існування бригантин, обтягнутих шкірою, ставиться під сумнів. До цього часу бригантин, обтягнутих шкірою, не збереглося.
На початку виникнення пластинки мали середні розміри і їх було потрібно до декількох десятків на корпусний обладунок. Надалі з метою підвищення рухливості воїна розмір пластинок було зменшено, а кількість відповідно збільшилася. Бригантини стають приталеними. З кінця XVI з розвитком зброї, що здатна пробивати обладунки, розмір пластинок знов збільшується аж до кірас, обтягнутих тканиною з характерною ламінарною юбкою. В цей же час бригантини для простолюдинів втратили талію і стали безрозмірним масовим дешевим обладунком.
Також терміном «бригантинний обладунок» об'єднують елементи захисту різних частин тіла (крім голови) з характерною бригантною конструкцією. У повному комплекті майже ніколи не існували.